# Ware County
Das Ware County ist ein County im Bundesstaat Georgia der Vereinigten Staaten. Der Verwaltungssitz (County Seat) ist Waycross, so benannt, weil sich hier Eisenbahnlinien aus sechs verschiedenen Richtungen treffen.

## Geographie
Das County liegt im Südosten von Georgia, grenzt an Florida und ist im Osten etwa 70 km vom Atlantik entfernt. Es hat eine Fläche von 2347 Quadratkilometern, wovon zehn Quadratkilometer Wasserfläche sind, und es grenzt im Uhrzeigersinn an folgende Countys: Bacon County, Pierce County, Brantley County, Charlton County, Clinch County, Atkinson County und Coffee County.
Ware County wurde am 15. Dezember 1824 als 60. County Georgias aus Teilen des Appling County gebildet. Benannt wurde es nach Nicholas Ware, einem Bürgermeister von Augusta und späterem US-Senator.

## Demografische Daten
Laut der Volkszählung von 2010 verteilten sich die damaligen 36.312 Einwohner auf 13.654 bewohnte Haushalte, was einen Schnitt von 2,48 Personen pro Haushalt ergibt. Insgesamt bestehen 16.326 Haushalte.
67,4 % der Haushalte waren Familienhaushalte (bestehend aus verheirateten Paaren mit oder ohne Nachkommen bzw. einem Elternteil mit Nachkomme) mit einer durchschnittlichen Größe von 3,03 Personen. In 33,3 % aller Haushalte lebten Kinder unter 18 Jahren sowie in 29,1 % aller Haushalte Personen mit mindestens 65 Jahren.
26,3 % der Bevölkerung waren jünger als 20 Jahre, 25,8 % waren 20 bis 39 Jahre alt, 26,8 % waren 40 bis 59 Jahre alt und 21,1 % waren mindestens 60 Jahre alt. Das mittlere Alter betrug 38 Jahre. 49,8 % der Bevölkerung waren männlich und 50,2 % weiblich.
66,4 % der Bevölkerung bezeichneten sich als Weiße, 29,5 % als Afroamerikaner, 0,3 % als Indianer und 0,8 % als Asian Americans. 1,5 % gaben die Angehörigkeit zu einer anderen Ethnie und 1,5 % zu mehreren Ethnien an. 3,3 % der Bevölkerung bestand aus Hispanics oder Latinos.
Das durchschnittliche Jahreseinkommen pro Haushalt lag bei 34.705 USD, dabei lebten 28,1 % der Bevölkerung unter der Armutsgrenze.

## Orte im Ware County
Orte im Ware County mit Einwohnerzahlen der Volkszählung von 2010:
City:
- Waycross (County Seat) – 14.649 Einwohner

Census-designated places:
- Deenwood – 2.146 Einwohner
- Sunnyside – 1.303 Einwohner